# Аула (архитектура)
А́ула (греч. αυλή — двор, жилище, дворец) — открытый двор древнегреческого дома либо актовый зал в академии или университете.
Древние греки «авлой» (греч. αυλος — трубка) называли духовой музыкальный инструмент Дионисийских мистерий (прообраз флейты); авлеей (греч. αυλαια, αυλеιоς ) — занавес, шитый ковёр, покрывало. Вышитыми коврами занавешивали вход в жилое помещение богатого дома. Отсюда вторичное значение слова «авлический» (греч. αυλιχоς  — придворный, роскошный, дворцовый).
Обычай занавешивать коврами проёмы в стенах дал основание в своё время выдвинуть оригинальную гипотезу происхождения искусства архитектуры, разработанную М.-А. Ложье на основе так называемой «хижины Витрувия», а затем усложнённую немецким архитектором и теоретиком Готфридом Земпером. Согласно последнему, деревянная, а затем и каменная архитектура следует идее «завешивания» плетёными ветвями, потом циновками и тканями изначальной «клети», каркаса будущей постройки. Родственные греческим авлам устройства — древнеримские веламины, или веларии (лат. velum, velarium — покров, парус, навес) — покрытия из ткани для защиты от солнца.
В эллинистический период аулой, или авлой (лат. aulae), стали называть открытый, окружённый жилыми комнатами, двор, тоже что атриум либо двор, окружённый колоннами — перистиль, а также парадный зал, дворец и даже «богато убранное брачное ложе». В переносном значении: свита, придворные, придворная жизнь, княжеская, или императорская власть.
В поздней античности произведения искусства, предназначенные для украшения богатых домов, стали называть «авлическими». Даже в средневековье, античные статуи, рельефы, дорогую посуду из стекла или серебра, которые находили в руинах древнеримских городских дворцов и загородных вилл римских патрициев, именовали «авлическими», в отличие от «сельских» (лат. sermo rusticus — деревенского склада). «Сельские» статуи чаще привозили из римских провинций: Северной Африки, Сирии, Испании. Они были более архаичными по стилю. «Авлические» преимущественно изготавливали в самом Риме, в том числе мастерами неоаттической школы. Термин «авлический стиль» применяли также к архитектуре романского периода XI—XIII веков.
В церковном языке слово «аула» стали применять сначала к нартексу (церковному притвору), позднее к средней части нефа — хору, а также ко всей церкви. А далее, исходя из многозначности латинской формы термина, аулами стали называть большие парадные, «актовые» залы, предназначенные для торжественных собраний, диспутов в университетах, академиях и муниципальных зданиях.